# Elecciones provinciales de Santiago del Estero de 2013
Las elecciones generales de la provincia de Santiago del Estero de 2013 tuvieron lugar el 27 de octubre y el 1 de diciembre del mencionado año con el objetivo de renovar las autoridades provinciales para el período 2013-2017. Se debía elegir al gobernador y a los 40 escaños de la Legislatur Provincial para dicho período.
Inicialmente, el gobernador desde 2005, Gerardo Zamora, planeó presentarse para un tercer mandato bajo la bandera del oficialista Frente Cívico por Santiago (FCxS), coalición de ideología variada ligado al kirchnerismo. Sin embargo, una medida judicial presentada por el partido de Zamora, la Unión Cívica Radical (UCR), imposibilitó su candidatura. La Corte suspendió momentáneamente las elecciones antes de limitarse a anular la candidatura de Zamora y mantener los comicios convocados. Finalmente, Claudia Ledesma Abdala, esposa de Zamora, fue presentada en su lugar. El principal candidato de la oposición sería el radical Emilio Rached, ex vicegobernador entre 2005 y 2007] Rached se presentó bajo la bandera del Frente Progresista, Cívico y Social. También destacaron las candidaturas del ex intendente de La Banda Héctor Ruiz, del Movimiento Viable.
Ledesma Abdala obtuvo una aplastante victoria con el 64,67% de los votos contra el solo 14,38% de Rached. Asimismo, el Frente Cívico por Santiago obtuvo 33 de las 40 bancas, asegurándose una mayoría calificada de dos tercios de la legislatura. El Frente Progresista obtuvo 3 bancas y las demás fuerzas se repartieron las 4 bancas restantes. Ledesma Abdala asumió el 10 de diciembre, siendo la segunda mujer gobernadora de su provincia, y la primera electa por voto popular.

## Resultados

### Gobernador y vicegobernador
| Fórmula                   | Fórmula                      | Partido/Alianza       | Partido/Alianza                                     | Votos     | %         |
| Gobernador                | Vicegobernador               | Partido/Alianza       | Partido/Alianza                                     | Votos     | %         |
| ------------------------- | ---------------------------- | --------------------- | --------------------------------------------------- | --------- | --------- |
| Claudia Ledesma Abdala    | José Emilio Neder            |                       | Frente Cívico por Santiago                          | 300.196   | 64,67     |
| Emilio Rached             | Teresa Pereyra               |                       | Frente Progresista Cívico y Social                  | 66.777    | 14,38     |
| Héctor Ruiz               | José Walter Fares Ruiz       |                       | Movimiento Viable                                   | 51.564    | 11,11     |
| César Eusebio Iturre      | Ana María Corradi            |                       | Frente para la Victoria                             | 20.726    | 4,46      |
| María Cristina Lobo       | Franco Alejandro Guidet      |                       | Frente de Izquierda y de los Trabajadores (IS - PO) | 7.649     | 1,65      |
| René Eduardo Mustafá      | Daniel Fernando Navarro      |                       | Partido Fe                                          | 7.291     | 1,57      |
| Roxana Trejo              | Nicolás Diambra              |                       | MST-Nueva Izquierda                                 | 6.387     | 1,38      |
| Younes Ibrahim Bshier     | Oscar Alberto Salvatierra    |                       | Movimiento Independiente de Jubilados y Desocupados | 1.943     | 0,42      |
| Edda Noemí Tarchini Román | Miguel Ángel Torres Costilla |                       | Partido Autonomista                                 | 1.684     | 0,36      |
| Votos positivos           | Votos positivos              | Votos positivos       | Votos positivos                                     | 464.217   | Sin datos |
| Votos en blanco           | Votos en blanco              | Votos en blanco       | Votos en blanco                                     | Sin datos | Sin datos |
| Votos nulos               | Votos nulos                  | Votos nulos           | Votos nulos                                         | Sin datos | Sin datos |
| Participación             | Participación                | Participación         | Participación                                       | Sin datos | Sin datos |
| Electores registrados     | Electores registrados        | Electores registrados | Electores registrados                               | Sin datos | 100       |
| Fuente:                   |                              |                       |                                                     |           |           |

### Cámara de Diputados
| Partido/Alianza       | Partido/Alianza                                     | Votos   | %     | Bancas | Electos |
| --------------------- | --------------------------------------------------- | ------- | ----- | ------ | --- |
|                       | Frente Cívico por Santiago                          | 354.534 | 74,68 | 33/40  | Ver electos: - Carlos Ángel Adamo - Marcelo Alejandro Barbur - Antonio Bitar - Ramón Rubén Blázquez - Roberto Antonio Brandan - Celia Campitelli de Dib - Natalia Ximena Carreras - Amado Tomás Chamorro - Mirta Collado de Lescano - José Gelid - Roberto Luis Ger - Luis Fernando Herrera - Héctor Jiménez - Liliana Mabel Lagos - Florencia López Castro de Zavalía - Alba Gloria Luna - Julián Luna - Eduardo Miguel Makhoul - José Eduardo Mattar - Nora Beatriz Mercado - Estela Mary del Rosario Neder - Carlos Antonio Olivera - Yolanda Noemí Paladea - Marta Amalia Regalado - Antonio Anselmo Romano - Silvia Liliana Romero - Tomasa Salvatierra - Cilda Ofelina Santucho - Nélida Biviana Solorza - Georgina Marcela Sosa - Nélida Clementina Sosa - Luis Humberto Villavicencio - José Fortunato Vittar |
|                       | Frente Progresista Cívico y Social                  | 36.222  | 7,63  | 3/40   | Ver electos: - José Fernando Giménez - Marcelo Lugones - Susana Elizabeth Rosales |
|                       | Frente para la Victoria                             | 20.315  | 4,28  | 1/40   | - Marcelo Antonino Nazar |
|                       | Acción por la República                             | 15.466  | 3,26  | 1/40   | - Jaime Mario Díaz |
|                       | Partido Reformador Esperanza para Todos             | 13.069  | 2,75  | 1/40   | - Rosendo Severo Salto |
|                       | Frente de Izquierda y de los Trabajadores (IS - PO) | 12.224  | 2,58  | 1/40   | - Andrea del Carmen Ruiz |
|                       | Partido Fe                                          | 9.106   | 1,92  |        | |
|                       | Frente Amplio por el Socialismo (MST - PS)          | 7.542   | 1,59  |        | |
|                       | Movimiento de Bases Independientes                  | 4.242   | 0,89  |        | |
|                       | Movimiento de Integración y Desarrollo              | 1.990   | 0,42  |        | |
| Votos positivos       | Votos positivos                                     | 474.710 | 93,08 |        | |
| Votos en blanco       | Votos en blanco                                     | 31.449  | 6,17  |        | |
| Votos nulos           | Votos nulos                                         | 3.844   | 0,75  |        | |
| Participación         | Participación                                       | 510.003 | 78,20 |        | |
| Electores registrados | Electores registrados                               | 652.211 | 100   |        | |
| Fuentes:              |                                                     |         |       |        | |